# Dusør
En dusør er en belønning, typisk i form af penge, der tildeles personen der finder en forsvundet værdigenstand, og som afleverer det fundne til myndighederne. Dusøren kan være en procentdel, f.eks. 10% af det fundnes værdi.
En dusørjæger er en person, der bevidst 'jager' dusører ved at søge intensivt efter den genstand eller person der er sat dusør på, for efterfølgende at indkassere dusøren.
Som udgangspunkt beskattes dusører, men kan i visse tilfælde være skattefri.

## Dusører i nyere tid
Kunstneren Kristian von Hornsleth udlovede en dusør i form af et maleri til en værdi af 100.000 kr. for hjælp til at finde de værker, der forsvandt ved et rambuktyveri mod hans showroom i marts 2024 og som anslås at have en samlet værdi på op mod en million kr.

## Dusørjægere i populærkulturen
- Manco og oberst Douglas Mortimer i filmen Hævn for dollars
- Jango Fett (Star Wars)
- Boba Fett (Star Wars)
- Samus Aran (Metroidserien)